# Zapillea, Liuboml
Zapillea (în ucraineană Запі́лля) este localitatea de reședință a comunei Zapillea din raionul Liuboml, regiunea Volînia, Ucraina.

## Demografie
Componența lingvistică a localității Zapillea
     Ucraineană (98,93%)
     Alte limbi (1,06%)
Conform recensământului din 2001, majoritatea populației localității Zapillea era vorbitoare de ucraineană (98,93%), existând în minoritate și vorbitori de alte limbi.